# نور آکتینیک
نور آکتینیک به نوری گفته می‌شود که قادر به ایجاد دگرگونی شیمیایی در یک ماده‌است. خاصیت آکتینیک نور در طول نوردهی سبب تغییر ساختمان بلورهای حساس امولسیون عکاسی و تبدیل آنها به فلز نقره متالیک و ایجاد تصویر می‌شود.

## استفاده در عکاسی
این اصطلاح در عکاسی، اولین بار برای نوری که تاثیری بر روی فیلم‌های مونو کروم نداشت مورد استفاده قرار گرفت. از نور  غیر آکتینیک می‌توان بعنوان یک نور ایمن (به عنوان مثال رنگ قرمز یا کهربا) بدون تاثیر بر روی نگاتیو در تاریکخانه مورد استفاده کرد.